# 王晓红
王晓红（1968年11月20日—），江苏常州人，中國女子游泳运动员，中国泳坛90年代“五朵金花”辉煌时代成员之一。她是一位大器晚成的运动员。

## 生平
在南韓汉城（現稱首爾）奥运会，已经20岁的王晓红一鸣惊人，夺得女子200米蝶泳第七名，100米蝶泳第八名。在巴塞罗那奥运会，王晓红发挥出色，获女子200米蝶泳第二名、100米蝶泳第四名。
王晓红退役后留学美国，获得计算机硕士学位，一度就职于朗讯，现任美國加州凱豊游泳俱樂部教练，育有一子一女。